# Olympische Sommerspiele 2020/Segeln – 49erFX (Frauen)
Die Segelregatta mit dem 49er FX der Frauen bei den Olympischen Sommerspielen 2020 wurde vom 27. Juli bis 3. August 2021 vor dem Yachthafen Enoshima ausgetragen.

## Titelträger
| Olympiasiegerinnen | Martine Grael / Kahena Kunze       | Rio de Janeiro 2016 |
| Weltmeisterinnen   | Annemiek Bekkering / Annette Duetz | Aarhus 2018         |

## Zeitplan
| 27. Juli                      | 28. Juli                      | 29. Juli | 30. Juli                      | 31. Juli                         | 1. August | 3. August       |
| ----------------------------- | ----------------------------- | -------- | ----------------------------- | -------------------------------- | --------- | --------------- |
| Regatta 1 Regatta 2 Regatta 3 | Regatta 4 Regatta 5 Regatta 6 | frei     | Regatta 7 Regatta 8 Regatta 9 | Regatta 10 Regatta 11 Regatta 12 | frei      | Medaillenrennen |

## Ergebnisse
| - † = Streichergebnis - UFD = "U" flag disqualification - BFD = "Black" flag disqualification - RDG = Redress given (Anerkannte Abhilfe) - DNF = Did not finish (Rennen nicht beendet) - DNS = Did not start (Regatta nicht angetreten) - DSQ = Disqualifikation - OCS = On the course side of the starting line (Falsche Position bei Start) |

| Rang | Athletinnen                        | Nation             | Regatta | Regatta | Regatta | Regatta | Regatta | Regatta | Regatta | Regatta | Regatta | Regatta | Regatta | Regatta | Regatta | Punkte | Punkte                |
| Rang | Athletinnen                        | Nation             | I       | II      | III     | IV      | V       | VI      | VII     | VIII    | IX      | X       | XI      | XII     | MR      | Gesamt | Mit Streich- ergebnis |
| ---- | ---------------------------------- | ------------------ | ------- | ------- | ------- | ------- | ------- | ------- | ------- | ------- | ------- | ------- | ------- | ------- | ------- | ------ | --------------------- |
| 1    | Martine Grael Kahena Kunze         | Brasilien          | 15†     | 5       | 1       | 10      | 7       | 6       | 1       | 6       | 10      | 12      | 2       | 10      | 6       | 91,0   | 76,0                  |
| 2    | Tina Lutz Susann Beucke            | Deutschland        | 5       | 6       | 8       | 3       | 13†     | 12      | 11      | 12      | 3       | 7       | 3       | 3       | 10      | 96,0   | 83,0                  |
| 3    | Annemiek Bekkering Annette Duetz   | Niederlande        | 13      | 8       | 2       | 1       | 6       | 1       | 12      | 5       | 6       | 5       | 11      | 16†     | 18      | 104,0  | 88,0                  |
| 4    | Támara Echegoyen Paula Barceló     | Spanien            | 2       | 10      | 22† UFD | 2       | 3       | 3       | 13      | 4       | 5       | 19      | 12      | 4       | 12      | 111,0  | 89,0                  |
| 5    | Victoria Travascio María Sol Branz | Argentinien        | 6       | 9       | 13      | 18†     | 17      | 8       | 6       | 1       | 8       | 1       | 7       | 12      | 2       | 108,0  | 90,0                  |
| 6    | Charlotte Dobson Saskia Tidey      | Großbritannien     | 1       | 1       | 6       | 4       | 2       | 5       | 16      | 13      | 14      | 15      | 4       | 18†     | 14      | 113,0  | 95,0                  |
| 7    | Helene Næss Marie Rønningen        | Norwegen           | 10      | 17      | 12      | 13      | 10      | 9       | 4       | 9       | 2       | 3       | 18†     | 7       | 4       | 118,0  | 100,0                 |
| 8    | Ida Marie Baad Marie Thusgaard     | Dänemark           | 14      | 4       | 3       | 5       | 1       | 11      | 14      | 17†     | 17      | 9       | 6       | 14      | 8       | 123,0  | 106,0                 |
| 9    | Lili Sebesi Albane Dubois          | Frankreich         | 4       | 15      | 10      | 6       | 8       | 2       | 7       | 14      | 13      | 18†     | 14      | 2       | 16      | 129,0  | 111,0                 |
| 10   | Kimberly Lim Cecilia Low           | Singapur           | 12      | 12      | 11      | 15†     | 15      | 13      | 3       | 2       | 7       | 8       | 1       | 13      | 20      | 132,0  | 117,0                 |
| 11   | Stephanie Roble Maggie Shea        | Vereinigte Staaten | 3       | 2       | 14      | 7       | 9       | 16†     | 5       | 8       | 12      | 14      | 22 DSQ  | 5       |         | 117,0  | 101,0                 |
| 12   | Alex Maloney Molly Meech           | Neuseeland         | 16      | 22† UFD | 5       | 12      | 4       | 4       | 8       | 3       | 18      | 6       | 19      | 6       |         | 123,0  | 101,0                 |
| 13   | Tess Lloyd Jaime Ryan              | Australien         | 9       | 11      | 7       | 9       | 11      | 10      | 15      | 10      | 19†     | 11      | 8       | 8       |         | 128,0  | 109,0                 |
| 14   | Isaura Maenhaut Anouk Geurts       | Belgien            | 17      | 3       | 4       | 14      | 22† DSQ | 22 UFD  | 2       | 16      | 15      | 10      | 9       | 9       |         | 143,0  | 121,0                 |
| 15   | Aleksandra Melzacka Kinga Loboda   | Polen              | 8       | 14      | 16      | 8       | 5       | 7       | 18      | 15      | 1       | 20†     | 17      | 19      |         | 148,0  | 128,0                 |
| 16   | Alexandra Ten Hove Mariah Millen   | Kanada             | 18†     | 7       | 15      | 16      | 14      | 15      | 10      | 11      | 4       | 13      | 16      | 17      |         | 156,0  | 138,0                 |
| 17   | Tanja Frank Lorena Abicht          | Österreich         | 11      | 13      | 9       | 11      | 12      | 22† UFD | 19      | 7       | 9       | 17      | 15      | 20      |         | 165,0  | 143,0                 |
| 18   | Anna Yamazaki Sena Takano          | Japan              | 7       | 16      | 22† UFD | 17      | 16      | 22 UFD  | 9       | 19      | 11      | 4       | 13      | 15      |         | 171,0  | 149,0                 |
| 19   | Chen Shasha Jin Ye                 | China              | 20      | 19      | 17      | 22† DNF | 22 DSQ  | 14      | 22 DSQ  | 22 DSQ  | 22 DSQ  | 2       | 10      | 1       |         | 193,0  | 171,0                 |
| 20   | Diana Tudela María Pia van Oordt   | Peru               | 19      | 18      | 22† UFD | 19      | 18      | 17      | 17      | 18      | 16      | 16      | 5       | 11      |         | 196,0  | 174,0                 |
| 21   | Eya Guezguez Sarra Guezguez        | Tunesien           | 22† DNF | 22 DNS  | 22 DNS  | 22 DNS  | 22 DNS  | 22 DNS  | 22 UFD  | 20      | 20      | 21      | 20      | 21      |         | 256,0  | 234,0                 |